# 帕西 (索恩-卢瓦尔省)
帕西（法語：Passy，法語發音：[pasi] ⓘ）是法国索恩-卢瓦尔省的一个市镇，属于马孔区。

## 地理
帕西（46°32'28"N, 4°32'6"E）面积4.36 平方千米，位于法国勃艮第-弗朗什-孔泰大區索恩-卢瓦尔省，该省份为法国中部省份，北起顺时针与科多尔省、汝拉省、安省、罗讷省、卢瓦尔省、阿列省和涅夫勒省接壤。
与帕西接壤的市镇（或旧市镇、城区）包括：圣马塞兰德克赖、吉河畔舍瓦尼、萨伊、圣马丹德萨朗塞、锡日勒沙泰勒。

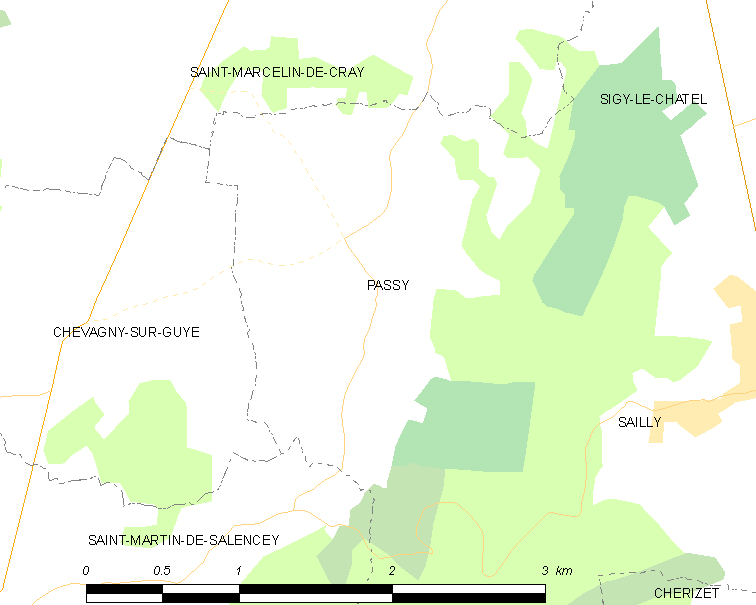
的OSM定位图

帕西的时区为UTC+01:00、UTC+02:00（夏令时）。

## 行政
帕西的邮政编码为71220，INSEE市镇编码为71344。

## 政治
帕西所属的省级选区为克吕尼县。

## 人口

1962-2008年间人口变化图示

帕西于2022年1月1日时的人口数量为70人。